# Емельяново (Весьегонский район)
Емельяново — деревня в Весьегонском муниципальном округе Тверской области России.

## География
Деревня расположена в 38 км на запад от районного центра города Весьегонска, в 1,5 км южнее деревни находится урочище Чуриково. 

## История
В 1814 году в селе Чуриково близ деревни была построена каменная Введенская церковь с 3 престолами, метрические книги с 1780 года.
В конце XIX — начале XX века деревня Емельяново вместе с селом Чуриковым входила в состав Любегощской волости Весьегонского уезда Тверской губернии. 
С 1929 года деревня входила в состав Аблазинского сельсовета Весьегонского района Бежецкого округа Московской области, с 1935 года — в составе Калининской области, с 1994 года — в составе Любегощинского сельского округа, с 2005 года — в составе Любегощинского сельского поселения, с 2019 года — в составе Весьегонского муниципального округа. 

## Население
| 1859 | 2010 |
| ---- | ---- |
| 71   | ↘0   |

## Достопримечательности
В урочище Чуриково близ деревни расположена недействующая Церковь Введения во храм Пресвятой Богородицы (1814).